# 亚历克丝·奇迪亚克
亚历克丝·卡拉·奇迪亚克（英語：Alex Carla Chidiac；1999年1月15日—），澳大利亚女子足球运动员，司职中场，目前效力于墨尔本胜利足球俱乐部和澳大利亚国家女子足球队。她曾代表澳大利亚参加2023年国际足联女子世界杯。